# LIVE BANG!
『LIVE BANG!』（ライブバン）は、2005年10月2日から2006年3月26日までテレビ東京・TXN系列で毎週日曜22:54 - 23:24に放送されていた音楽番組。
同番組のスタッフの一部は、同じくテレビ東京系列の『JAPAN COUNTDOWN』にも関わっており、兄弟番組と位置付けられる。
インディーズで活躍していたヒップホップシンガー仁井山のメジャーデビュー作「TOKISOBA」のPVをキャイ〜ン天野ひろゆきが監督したことに端を発し、キャイ〜ンが司会を担当した。

## 番組概要
音楽を愛する無名のアーティストやグループを毎週2組を紹介し、その熱意とライヴを若手芸人が紹介する。50人の観客投票で選ばれた方に優秀賞（賞金10万円）、選ばれなかった方に「ウドちゃん賞」が贈られる。メジャーのアーティストがアドバイスを送るコーナー「Now or Never」もあった。

## 出演者

### 番組MC
- キャイ〜ン
- 坂本三佳
- 熊田曜子
- 前田真理子（テレビ東京アナウンサー）

### プレゼンターのお笑いタレント
- ふかわりょう - 第3回目からレギュラー出演。
- エレキコミック
- 黄色のコンセント
- ますだおかだ
- ほか

### ナレーター
- 鮎貝健

## 放送バックナンバー

### 2005年
- 10月2日 - THE 冠／EVITA TEMPTATIONS
- 10月9日 - 休止
- 10月16日 - shakabone／apnea
- 10月23日 - ピンクフラミンゴMG／BABY JOE
- 10月30日 - ひなた／熊猫 xiongmao
- 11月6日 - コンコンジャンプ／ミルクティース
- 11月13日 - The PERMANENTS／BO-PEEP
- 11月20日 - WED／乙三
- 11月27日 - ザ50回転ズ／CUT THE CRAP
- 12月4日 - SARCASTIC+ZOOKEEPER／好色人種
- 12月11日 - トライバルモンキーズ／PRIEST
- 12月18日 - Kra／アサカコウギ＆ザ・ホームスチール
- 12月25日 - 赤い疑惑／ヤドカリ

### 2006年
- 1月1日 特別番組（ビートたけしのエジプトミステリー）のために休止
- 1月8日 THE ROOKIE OUTSIDER／はしもとひろし
- 1月15日 - AP & motherhood／セカハン
- 1月22日 - 半﨑美子／興梠マリ
- 1月29日 - チャンピオン大会・決勝ラウンド進出5組の紹介
- 2月5日 - チャンピオン大会・決勝ラウンド（チャンピオン:SAR+Z）
- 2月12日 - BRUNET BULL／THE KOOL BURNS
- 2月19日 - 15JAM／ナナマーラ
- 2月26日 - 休止
- 3月5日 - しんが - ウェイバックマシン（2004年5月5日アーカイブ分）／KICK FLIP
- 3月12日 - スロウロリス／CLARABELL
- 3月19日 - 蔵や敷G介／Dear Bros
- 3月26日 - チャンピオン大会・総集編

## LIVE BANG! EXTRA
また、GyaOでは「LIVE BANG! EXTRA」を放送していた。番組とは一味違い演奏シーンの完全版やオリジナル・インタビューなど盛りだくさんの内容で登場アーティストの音楽性や素顔により深く迫る。また、ナレーターの鮎貝は顔出ししている。

## スタッフ
- 企画・構成・監修：渋谷陽一
- 構成：大谷広治郎
- 編集：中嶋活史、八木英和
- MA：内藤憲司
- 音響効果：半澤知宏
- 技術：大山弘
- カメラ：吉田和雄
- CG：ポリゴン・ピクチュアズ、バニラインク
- 美術：山本知香子
- スタイリスト：繁田美千穂
- 技術協力：テクノマックス
- 楽器協力：ローランド
- 制作協力：JCTV
- デスク：飯塚理恵子
- 制作進行：染谷悟司
- 演出補：笹平祐一郎、馬上光裕
- ディレクター：加藤洋、岩橋正憲
- アシスタントプロデューサー：清水俊雄（テレビ東京）、小池清彦（スワンソング）、橋本裕美（スワンソング）
- 演出：石塚武彦
- プロデューサー：佐藤哲也（テレビ東京）、遠藤究（スワンソング）
- 製作著作：テレビ東京、スワンソング

| テレビ東京 日曜22:54 - 23:24枠  | テレビ東京 日曜22:54 - 23:24枠 | テレビ東京 日曜22:54 - 23:24枠 |
| 前番組                          | 番組名                         | 次番組                         |
| ------------------------------- | ------------------------------ | ------------------------------ |
| ミューズの楽譜 My Song, My Life | LIVE BANG!                     | 宮里藍のビッグゴルフ in USA    |